# Brandon LaFell
(en) Statistiques sur pro-football-reference
Brandon LaFell (né le 4 novembre 1986 à Houston) est un joueur américain de football américain. Il joue actuellement avec les Bengals de Cincinnati.

## Enfance
Brandon fait ses études à la Lamar High School à Houston où il parcourt 1116 yards en 46 réceptions et marque seize touchdowns lors de sa dernière année. Il s'illustre aussi au poste de returner, marquant deux touchdowns de 65 et 68 yards en retournant des punts.

## Carrière

### Université
Après une année comme remplaçant, il joue onze matchs sur treize avec les Tigers. Lors de son premier match contre l'université de Louisiane-Lafayette, il reçoit une passe de 58 yards pour marquer un touchdown. Lors de cette saison, il parcourt 140 yards et marque deux touchdowns, les entraineurs de la conférence lui remettent le prix de Freshman de l'année de la conférence.
Lors de la saison 2007, LaFell joue quatorze matchs (dont neuf comme titulaire) et se classe premier dans l'équipe au niveau des yards parcourus (656) et réceptions (50) ; il marque quatre touchdowns et affiche la moyenne de 13,1 yards par réception. Les LSU Tigers remporte le Championnat NCAA lors de cette saison 2007.
Il commence à se faire remarquer au niveau national, en devenant le meilleur receveur du pays, avec 929 yards parcourus en 63 réceptions et huit touchdowns. Il obtient la moyenne de 71,5 yards parcourus par match (second au niveau national).

### Professionnel
Brandon LaFell est sélectionné lors du draft de la NFL de 2010 au troisième tour, au 73e choix par les Panthers de la Caroline. Il devient le troisième receveur derrière Steve Smith et David Gettis. LaFell marque le premier touchdown de sa carrière professionnelle contre les Rams de Saint-Louis (huitième match) sur une passe de dix-sept yards de Matt Moore. Lors du dernier match de la saison contre les Falcons d'Atlanta, il effectue une course de soixante yards mais ne marque pas de touchdown. La première saison de LaFell se termine par quatorze matchs joués (dont deux comme titulaires), trente-huit réceptions pour 468 yards et une moyenne de 12,3 yards par réception.